# 동양태양광발전소
동양태양광발전소는 전라남도 신안군 지도읍 태천리에 있는 대한민국의 추적식 태양광발전소이다. 동양건설산업이 건설하였으며 2008년 10월 24일부터 상용 발전에 들어갔다. 

## 특징
총 2000억원을 투입해 건설한 발전소의 총 면적은 67만m2로 이는 축구장 93개에 달하며, 시간대 발전량 또한 24㎿급으로 이는 종전의 스페인의 시간당 20㎿ 규모의 추적식 태양광 발전소의 기록을 경신한 것으로 대한민국 발전소 가운데 최대규모이자 세계 추적식 태양광 발전소 가운데 최대규모이다. 또한 대한민국 최초로 추적식 발전시스템을 적용하였는데, 추적식이란 기존의 발전소는 PV모듈(Solar Panel)이 고정식이었던 데 비해 PV모듈의 표면을  태양 빛을 수직으로 받을 수 있도록 추종하여 움직여 주는 방식이다. 이렇게 하면 발전 효율을 고정식 대비 15%가량 향상시킬 수 있다. 이 곳에는 180~200W 용량의 단결정 PV모듈 130,656장이 설치되어 있으며 자체 변전소에서 22.9[kV] 60[Hz]교류로 변환되어 한국전력 계통망으로 공급된다. 이 발전소의 연간 총 발전량은 35,000[㎿h]로 1년간 1만 가구에 전기를 공급할 수 있는 양이다.

## 같이 보기
- LG 태안 태양광 발전소